# Riolândia
Riolândia é um município brasileiro do estado de São Paulo. Localiza-se a uma latitude 19º58'51" sul e a uma longitude 49º40'55" oeste, estando a uma altitude de 438 metros. A cidade tem uma população de 11.429 habitantes (IBGE/2013) e área de 633,4 km².

## História
Primitivamente a região próxima à confluência do Rio Turvo com o Rio Grande era habitada por tribos de índios Caiapós, e foi por lá que os primeiros desbravadores entraram em terras, hoje, riolandenses.
Inicialmente, em meados de 1835 o Padre Jerônimo Gonçalves de Macedo, estabeleceu contato com os índios próximos à confluência, onde hoje se localiza a cidade mineira de São Francisco de Sales e que acabou transpondo o Rio Grande e penetrando em São Paulo pelo Rio Turvo.
Em 1845 alguns dos índios não aceitaram a presença dos homens brancos em suas terras, então se bandearam para o outro lado do rio Grande, na foz do córrego do Veadinho, formando sua aldeia.
O Padre Jerônimo atravessou o rio para catequizar esses índios inúmeras vezes, sempre atravessando de barco desembarcando na foz do córrego do Veadinho, córrego batizado por ele por haver muitos veados na região. E então, após essas inúmeras visitas, com a ajuda dos índios construiu a Capela de Santo Antônio, o santo do dia segundo o calendário cristão.
Após ser obtido êxito na missão pacificadora, vieram diversas famílias paulistas, mas que seguiram o mesmo percurso missionário, isto é, pelo triângulo Mineiro. Assim vieram as famílias Costa Maldonado, os Lemos Campos, os Santana e Felisbino, que passaram a ocupar as terras do Turvo, mais tarde constituindo um povoado junto ao córrego do Veadinho. Os Maldonados foram a primeira família a se instalar na região. Construíram o primeiro cemitério da cidade que, inclusive, existe até hoje.
Embora a povoação tivesse sua formação em fins do século XIX, somente em Março de 1935 foi criado o Distrito de Paz, no Município de Olímpia, com o nome de Veadinho (por conta do córrego que atravessa o local). 
Em 1938, o Distrito de Paz de Veadinho foi transferido da cidade de Olímpia para o recém criado município de Paulo de Faria (anteriormente Patos). 
Em 30 de Novembro de 1944 o nome do distrito foi alterado para Veadinho do Porto.
Em 30 de Dezembro de 1953, foi elevada a categoria de município, e após um concurso envolvendo toda cidade, passou à denominação de Riolândia.
(Fonte: Departamento de Turismo, Cultura e Lazer da Prefeitura Municipal de Riolândia)

## Geografia

### Hidrografia
- Rio Grande
- Rio Turvo

### Rodovias
- SP-322
- SP-479

## Demografia
Dados do Censo - 2010
População total: 10 575
- Urbana: 8 366
- Rural: 2 209
- Homens: 6 022[4]
- Mulheres: 4 553

Densidade demográfica (hab./km²): 16,70
Taxa de alfabetização: 88,4%
Dados do Censo - 2000
- Mortalidade infantil até 1 ano (por mil): 22,39
- Expectativa de vida (anos): 68,07
- Taxa de fecundidade (filhos por mulher): 2,90
- Índice de Desenvolvimento Humano (IDH-M): 0,737
- IDH-M Renda: 0,685
- IDH-M Longevidade: 0,718
- IDH-M Educação: 0,807

(Fonte: IPEADATA)

## Política e administração
- Prefeito: Antonio Carlos Santana da Silva (2021/2024)
- Vice-prefeito: Mario Cazu Fidioca
- Presidente da câmara: Antonio João Gonçalves da Silva

## Economia
A economia local baseia-se essencialmente na agricultura e pecuária, mostrando uma forte intensificação da cultura canavieira.

## Infraestrutura

### Comunicações
O sistema de telefones automáticos foi inaugurado na cidade em 1982 pela Telecomunicações de São Paulo (TELESP), que também implantou o sistema de discagem direta à distância (DDD) em 1982 com o código de área (0172). Anteriormente a cidade era atendida pela Companhia Telefônica Brasileira (CTB).
Na década de 90 o código DDD da cidade foi alterado para (017), para padronização do sistema telefônico com a telefonia celular que estava sendo implantada em todo o estado.

## Cultura e lazer

### OVNI
O Inape concluiu em 2014 o Dossiê Riolândia, atestando que a cidade recebeu a visita de extras terrestres no dia 20 de janeiro de 2008, quando OVNI´s sobrevoaram a cidade, pousando em um canavial próximo.

### Esportes
Riolândia já possuiu um time de futebol profissional, o Riolândia Atlético Clube, com relativo sucesso nas divisões inferiores do Campeonato Paulista. Porém o departamento foi fechado em meados dos anos 90. Atualmente a cidade disputa apenas competições amadoras usando o nome de Riolândia Esporte Clube.

## Turismo
O município conta com uma praia artificial, às margens do Rio Grande, represa de Água Vermelha, com quiosques, campo de futebol e grande potencial pesqueiro.

## Religião
O Cristianismo se faz presente na cidade da seguinte forma:

### Igreja Católica
- A igreja faz parte da Diocese de Votuporanga.[11]

### Igrejas Evangélicas
- Assembleia de Deus Ministério do Belém.[12][13]
- Congregação Cristã no Brasil.[14]